# Kajetan Ignacy Sołtyk
Kajetan Ignacy Sołtyk herbu Sołtyk (ur. 12 listopada 1715 w Chwałowicach, zm. 30 lipca 1788 w Kielcach) – książę siewierski, biskup koadiutor kijowski w latach 1749–1756, biskup kijowski w latach 1756–1759, biskup krakowski w latach 1758–1788, przeciwnik równouprawnienia innowierców.

## Życiorys
Był synem kasztelana lubelskiego Józefa Franciszka Sołtyka i Konstancji z Drzewickich herbu Ciołek, córki wojewody lubelskiego Aleksandra Drzewickiego. Jego braćmi byli Tomasz (zm. 1773), wojewoda łęczycki, Maciej (zm. 1780), kasztelan warszawski i Feliks (zm. 1780), pułkownik Kawalerii Narodowej. Był blisko spokrewniony z Potockimi. Protegowany prymasa Teodora Potockiego, z którego poręki otrzymał kanonię łowicką i łęczycką. Odbył studia teologiczne w Rzymie. Po śmierci Władysława Rychłowskiego, od 22 października 1736 kanonik gnieźnieński. Po śmierci prymasa Potockiego przeniósł się na dwór kardynała Lipskiego, biskupa krakowskiego, od którego otrzymał kanonię przy katedrze wawelskiej. W 1740 kapituła gnieźnieńska wybrała go wiceprezydentem Trybunału Koronnego. W 1749 biskup Samuel Jan Ożga nadał mu koadiutorię biskupstwa kijowskiego. W 1756 objął tę diecezję kresową, ale już w 1759 został przeniesiony na biskupstwo krakowskie. Sakrę biskupią przyjął 9 listopada 1749 w kościele św. Jana w Toruniu z rąk Wojciecha Stanisława Leskiego. W latach 1758–1759 pełnił funkcję opata komendatoryjnego miechowskiego.
Założył pierwsze seminarium duchowne w diecezji kijowskiej. Budowniczy pałacu biskupiego w Żytomierzu.
Był stronnikiem dynastii Wettynów, zbliżonym do obozu politycznego Henryka Brühla i Jerzego Augusta Mniszcha. Za panowania Augusta III Sasa był członkiem frakcji dworskiej tzw. „kamaryli”. Po sejmie 1754 roku zasugerował dyplomacie rosyjskiemu Heinrichowi Grossowi, że nowa partia dworska nie będzie przeciwdziałać interesom rosyjskim w Rzeczypospolitej. Nie spotkał się jednak z zaufaniem.
W 1753 roku, będąc koadiutorem kijowskim, wszczął proces w Żytomierzu przeciw 33 Żydom o rzekomy mord rytualny dziecka chrześcijańskiego. Oskarżeni byli torturowani, a 13 z nich skazano na męki i śmierć.
Był zaciekłym wrogiem Czartoryskich, w czasie ostatniego bezkrólewia przewodniczył oponentom kandydatury Stanisława Augusta Poniatowskiego, ostrzegał posła rosyjskiego Hermana Karla von Keyserlinga przed zamysłami reformatorskimi
Familii. Po elekcji pozornie pojednał się z królem. W 1764 roku został wyznaczony senatorem rezydentem.
W liście na sejmiki poselskie przed sejmem w 1766 roku zachęcał wyborców, by w instrukcjach dla swoich posłów zalecali zachowanie przywilejów panującej religii katolickiej, rozwiązanie konfederacji generalnej, dbali o powiększenie liczby wojska Rzeczypospolitej, nie zawierali żadnych traktatów zaczepno-obronnych z państwami ościennymi i żądali opuszczenia terytorium państwa przez wojska rosyjskie.
Na sejmie repninowskim 1767 nie uznał dyktatu posła rosyjskiego Nikołaja Repnina w sprawie narzucenia Polsce tzw. traktatu gwarancyjnego, który dawałby prawno-formalną podstawę do ingerencji Rosji w wewnętrzne sprawy Polski, za co 14 października 1767 roku wraz z trzema innymi senatorami (hetmanem polnym koronnym Wacławem Rzewuskim, jego synem, posłem podolskim Sewerynem Rzewuskim oraz biskupem kijowskim Józefem Załuskim) został na rozkaz Repnina podczas trwania sejmu uwięziony i wywieziony do Kaługi, skąd powrócił dopiero w 1773. Czyn ten stał się jedną z przyczyn katalizujących zawiązanie przez szlachtę konfederacji w Barze (konfederacja barska). Repnin ogłosił, że uwięził ich za obrazę majestatu Katarzyny II. Porwany Sołtyk zdołał jeszcze wydać manifest, w którym wzywał do modlitw o całość wiary i utrzymanie wolności narodowych.

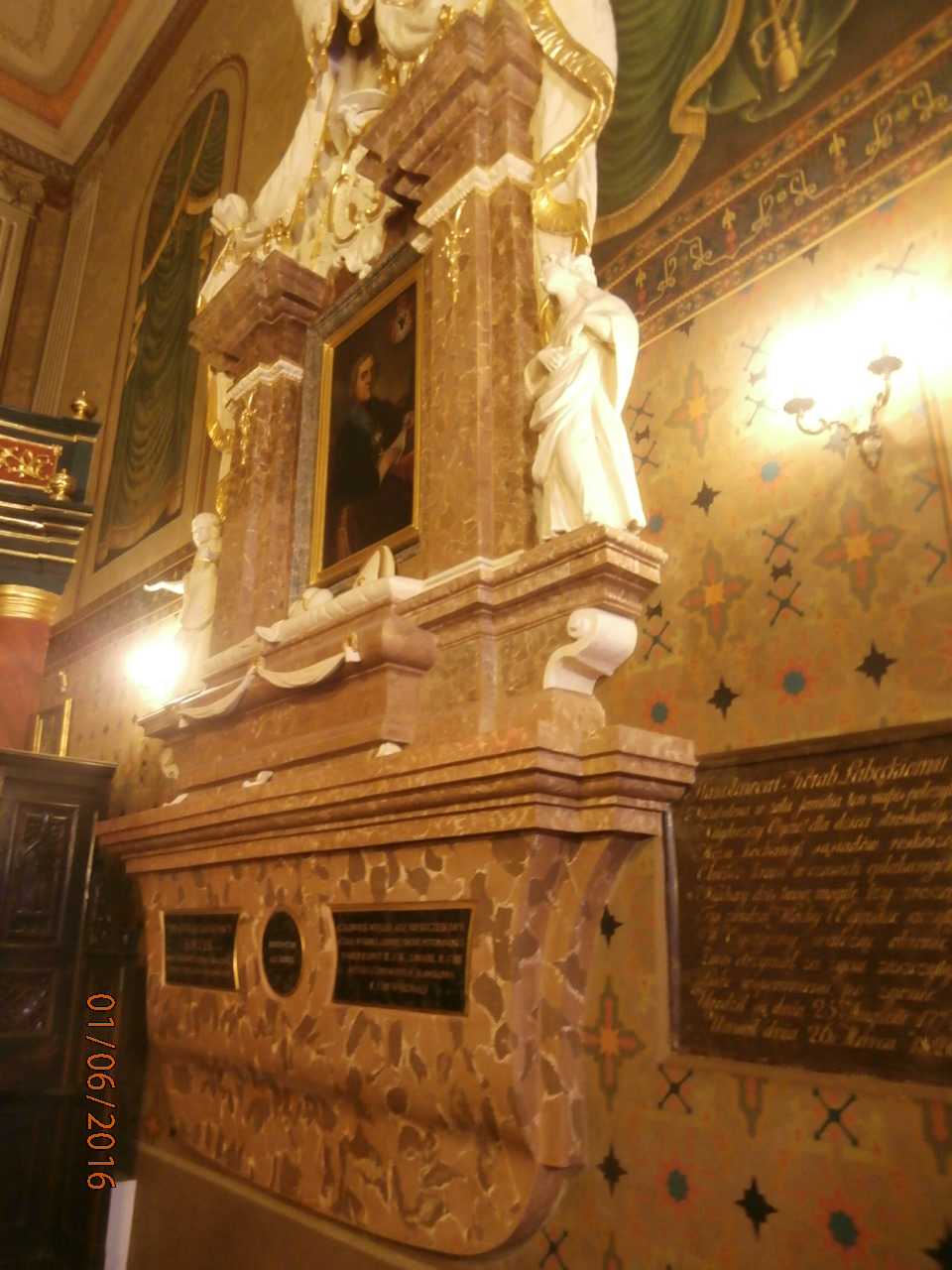
Rokokowe epitafium bpa Kajetana Sołtyka w Parafii Podwyższenia Krzyża św. w Sławkowie, stan po renowacji w 2010 r.

Wróciwszy w 1773 r., entuzjastycznie witany przez naród, próbował organizować opór przeciw uznaniu pierwszego rozbioru. Rychło popadł w melancholię, potem obłęd i wdał się w gorące spory z kapitułą krakowską, które spowodowały odsunięcie go od obowiązków biskupich. Przeciwny reformie Uniwersytetu Krakowskiego nie uznawał nominacji Hugona Kołłątaja na kanonika katedry krakowskiej, w 1781 roku ekskomunikował go i pozbawił beneficjów. W 1782 Stanisław August Poniatowski i Rada Nieustająca ubezwłasnowolnili biskupa, ogłaszając, iż postradał on zmysły. Wywołało to kontrowersje na sejmie w tym roku.
W 1757 został kawalerem Orderu Orła Białego. W 1779 został kawalerem Orderu Świętego Stanisława.
Monografię apologetyczną Kajetana Sołtyka napisał Kazimierz Rudnicki (1906), bardziej krytycznie potraktowali jego charakter Władysław Konopczyński i Adam Skałkowski.